# José Raúl Zúñiga
José Raúl Zúñiga Murillo (Juradó, 13 luglio 1994) è un calciatore colombiano, attaccante del Club Tijuana.

## Carriera
Ha iniziato la sua carriera professionistica nel 2019, firmando con i messicani del Potros UAEM ed il 3 agosto ha debuttato in Ascenso MX nell'incontro vinto 4-0 contro il Correcaminos UAT dove ha realizzato una doppietta. Nel gennaio del 2020 è stato acquistato dai Dorados dove ha giocato per tre anni consacrandosi come uno degli attaccanti più prolifici del campionato cadetto messicano, vincendo la classifica marcatori del torneo di Apertura del 2021.
Nel gennaio del 2023 è stato acquistato dal Querétaro e l'8 gennaio ha debuttato in Liga MX nell'incontro pareggiato 0-0 contro l'América. Ha segnato il suo primo gol in massima divisione il 20 febbraio nella partita pareggiata 1-1 contro il Mazatlán. L'11 gennaio del 2024 è stato prestato al Club Tijuana, trasferimento divenuto definitivo a fine anno.

## Statistiche

### Presenze e reti nei club
Statistiche aggiornate al 28 marzo 2025.
| Stagione            | Squadra             | Campionato          | Campionato | Campionato | Coppe nazionali | Coppe nazionali | Coppe nazionali | Coppe continentali | Coppe continentali | Coppe continentali | Altre coppe | Altre coppe | Altre coppe | Totale | Totale | Totale |
| Stagione            | Squadra             | Comp                | Pres       | Reti       | Comp            | Pres            | Reti            | Comp               | Pres               | Reti               | Comp        | Pres        | Reti        | Pres   | Reti   |        |
| ------------------- | ------------------- | ------------------- | ---------- | ---------- | --------------- | --------------- | --------------- | ------------------ | ------------------ | ------------------ | ----------- | ----------- | ----------- | ------ | ------ | ------ |
| 2019-2020           | Potros UAEM         | AMX                 | 12         | 6          | CM              | 3               | 0               | -                  | -                  | -                  | -           | -           | -           | 15     | 6      |        |
| 2019-2020           | Dorados             | AMX                 | 4          | 1          | CM              | 3               | 0               | -                  | -                  | -                  | -           | -           | -           | 7      | 1      |        |
| 2020-2021           | Dorados             | EMX                 | 31         | 12         | -               | -               | -               | -                  | -                  | -                  | -           | -           | -           | 31     | 12     |        |
| 2021-2022           | Dorados             | EMX                 | 36         | 16         | -               | -               | -               | -                  | -                  | -                  | -           | -           | -           | 36     | 16     |        |
| 2022-2023           | Dorados             | EMX                 | 16         | 9          | -               | -               | -               | -                  | -                  | -                  | -           | -           | -           | 16     | 9      |        |
| Totale Dorados      | Totale Dorados      | Totale Dorados      | 87         | 38         |                 | 3               | 0               |                    | -                  | -                  |             | -           | -           | 90     | 38     |        |
| 2022-2023           | Querétaro           | LMX                 | 17         | 2          | -               | -               | -               | -                  | -                  | -                  | -           | -           | -           | 17     | 2      |        |
| 2023-2024           | Querétaro           | LMX                 | 12         | 6          | -               | -               | -               | -                  | -                  | -                  | LC          | 0           | 0           | 12     | 6      |        |
| Totale Querétaro    | Totale Querétaro    | Totale Querétaro    | 29         | 8          |                 | -               | -               |                    | -                  | -                  |             | 0           | 0           | 29     | 8      |        |
| 2023-2024           | Club Tijuana        | LMX                 | 17         | 3          | -               | -               | -               | -                  | -                  | -                  | LC          | 0           | 0           | 17     | 3      |        |
| 2024-2025           | Club Tijuana        | LMX                 | 30         | 14         | -               | -               | -               | -                  | -                  | -                  | LC          | 1           | 0           | 31     | 14     |        |
| Totale Club Tijuana | Totale Club Tijuana | Totale Club Tijuana | 47         | 17         |                 | -               | -               |                    | -                  | -                  |             | 1           | 0           | 48     | 17     |        |
| Totale carriera     | Totale carriera     | Totale carriera     | 175        | 69         |                 | 6               | 0               |                    | -                  | -                  |             | 1           | 0           | 182    | 69     |        |

## Palmarès

### Individuale
- Capocannoniere della Liga de Expansión MX: 1

2021 (Apertura)